# نيل بيري
نيل بيري (بالإنجليزية: Neil Berry)‏ (6 أبريل 1963 بإدنبرة في المملكة المتحدة - ) هو لاعب كرة قدم بريطاني في مركز الوسط. لعب مع بولتون واندررز ونادي فالكيرك وهارت أوف ميدلوثيان وهاميلتون أكاديميكال ونادي كاودينبيث لكرة القدم.

## وصلات خارجية
- نيل بيري على موقع قاعدة بيانات كرة القدم.إي يو (الإنجليزية)